# Barco reale
Il Barco reale o Barco reale mediceo era una riserva di caccia istituita ufficialmente dal granduca Ferdinando II de' Medici il 17 maggio 1626, nell'area del Montalbano, in Toscana.

## Etimologia
La voce barco è di area italiana settentrionale (pavese barc, bresciano bàrech, reggiano bàreg, antico vicentino barco, milanese barc) ma anche calabrese (barcu, forse un prestito). Il significato è quello di "recinto, parco per il bestiame". L'etimo è il latino  *barricus (forse un relitto mediterraneo da *barra, "confine" cfr. basco marra) che nella Lex Ripuaria (VIII sec.) appare in una forma germanizzata *parricus. Da questo deriva l'italiano parco e il tedesco Pferch.

## Storia e caratteristiche
La realizzazione del Barco reale fu dettata dalla necessità di disporre di un'area che salvaguardasse la selvaggina e che fosse sempre disponibile per le battute di caccia organizzate dai Medici. La tenuta si estendeva per più di 4000 ettari localizzati sul crinale del Montalbano ed aveva come punto di riferimento la Villa Medicea di Artimino che, pur essendo fuori dalla bandita, ne risultava praticamente circondata. Il Barco trova infatti il suo presupposto nella realizzazione della Villa di Artimino su progetto di Buontalenti, come centro delle attività venatorie che saranno la passione di molti tra i sovrani di casa Medici.
Il Barco racchiudeva, in grande misura, territori boscati che ospitavano un vasto numero di uccelli, lepri, cinghiali, cervi, daini bianchi e perfino orsi.
Custodivano la zona delle guardie chiamate birri e pene severe erano previste per chi si intrufolava al suo interno per cacciare di frodo. Anche boschi e arbusti erano rigidamente protetti: il barco era diviso in dieci zone e in ciascuna di esse, ogni dieci anni, si operava il taglio del bosco per vendere la legna.
Nel 1716 il granduca Cosimo III stabilì una serie di norme molto restrittive per la produzione dei vini all'interno della bandita. Fu il primo esempio di Denominazione di Origine Controllata che la storia ricordi, anticipando addirittura di un secolo la Appellation d'origine contrôlée francese. Al giorno d'oggi questo vino esiste ancora (fa parte della famiglia dei Carmignano ed è appunto denominato Barco Reale).
Con il passare del tempo e la fine della dinastia Medici il commercio del legname e le battute di caccia subirono un forte declino. Per il barco cominciò un periodo di decadenza culminato nel 1772, quando il granduca Pietro Leopoldo di Lorena decise la sbandita, la destituzione della riserva e la destinazione dell'area a nuovi utilizzi.
Il Barco era circondato da un alto muro per la lunghezza di circa 50 km. Oggi ne restano una trentina, in diverso stato di conservazione, ma è comunque possibile ricostruirne l'intero percorso. Ogni strada che interrompesse il muro era chiusa con cancelli. La recinzione nata per custodire la selvaggina e separare le aree agricole circostanti, necessitava di un imponente servizio di sorveglianza a tutte le sue porte e misure molto rigide per impedire il bracconaggio. Alcuni punti di accesso sono ancora visibili, mentre i cancelli originali sono andati tutti perduti.
Anche i numerosi corsi d'acqua erano interrotti da cancellate per impedire agli animali di uscire dalla riserva.

## Altri barchi
- Barchetto della Pineta

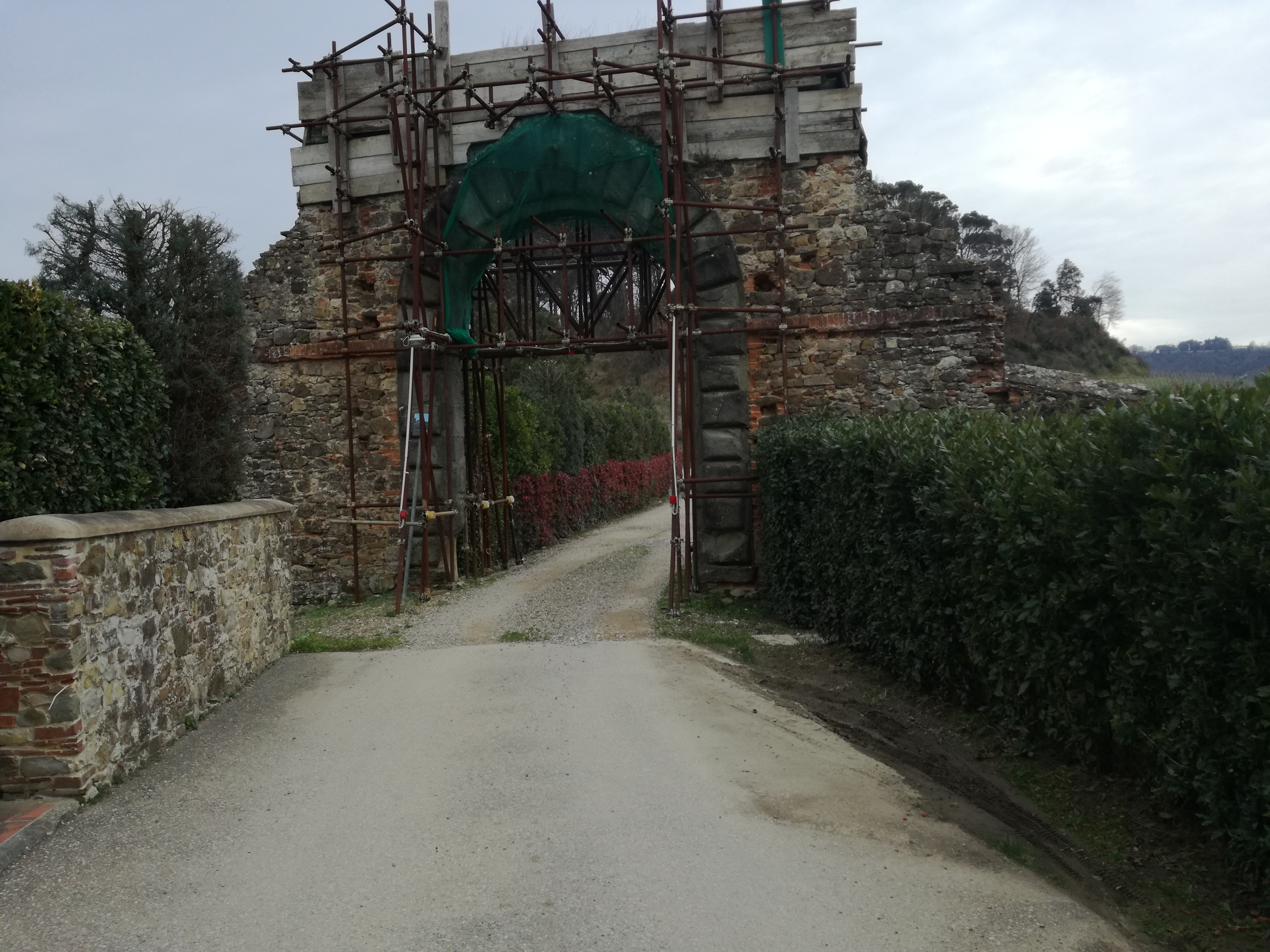
Porta Monumentale del Barchetto della Pineta, 2017

Pochissimo distante dal Barco propriamente detto e dalla villa di Artimino, nei pressi di Poggio alla Malva, sul versante occidentale del Montalbano, verso l'Arno, sorgeva un'altra piccola riserva chiamata Barchetto della Pineta. Si tratta di un'area anch'essa circondata da un muro di circa 2 miglia accessibile attraverso una porta monumentale ancora conservata e costruita una settantina d'anni prima del Barco vero e proprio. Al suo interno si trovavano molti animali rari.
L'antico complesso della Pineta, comprende un importante complesso di edifici con tracce di torri medievali.
- Bargo mediceo di Bonistallo

Un altro piccolo bargo, anch'esso recintato e dedicato alla caccia, ma di limitatissima estensione, si trovava nei pressi della Villa di Poggio a Caiano sul colle di Bonistallo è anteriore e risale al XVI secolo, ai tempi di Cosimo I. Conosciuto come Bargo mediceo di Bonistallo, viene spesso confuso, anche in pubblicazioni importanti, con il grande Barco reale del Montalbano con cui non è in relazione se non per stessa la funzione venatoria.
- Barco delle Cascine a Firenze
- Barco di Cafaggiolo, presso la Villa di Cafaggiolo